# Saccharoturris
Saccharoturris é um gênero de gastrópodes pertencente a família Mangeliidae.

## Espécies
- †Saccharoturris centrodes J. Gardner, 1937
- †Saccharoturris consentanea (R.J.L. Guppy, 1896)
- Saccharoturris monocingulata (Dall, 1889)